# Союз (космический корабль)
«Союз» — наименование семейства советских и российских многоместных транспортных пилотируемых космических кораблей. Разработка базовой модели корабля началась в 1962 году в ОКБ-1 под руководством С. П. Королёва для советской лунной программы. Современные «Союзы» позволяют доставлять экипаж до трёх человек на низкую околоземную орбиту на ракете с тем же названием «Союз». Разработчик и изготовитель кораблей «Союз» — РКК «Энергия».
Корабли «Союз» совершили более 130 успешных пилотируемых полётов (см. список аппаратов) и стали ключевым компонентом советской и российской пилотируемых программ освоения космоса. После завершения полётов «Спейс шаттл» в 2011 году и до первого пилотируемого полёта Crew Dragon в 2020 году «Союзы» оставались единственным средством доставки экипажей на Международную космическую станцию.
Изготовление каждого пилотируемого корабля «Союз» занимает 2,5—3 года.

## История создания
Постановлением ЦК КПСС и Совета Министров СССР от 16 апреля 1962 года № 346—160 «О важнейших разработках межконтинентальных баллистических и глобальных ракет и носителей космических объектов» начата разработка ракетно-космического комплекса для пилотируемого облёта Луны. Корабль для него разрабатывался в ОКБ-1. По первому проекту А к Луне должен отправиться космический корабль 7К, стыкующийся на орбите с ракетным блоком 9К и танкерами 11К. Комплекс предполагалось вывести на орбиту несколькими ракетами Р-7. Уже в проекте 7К к марту 1963 года избрана форма спускаемого аппарата будущих «Союзов», которая вместима, при малом завале бортов — 7°, устойчива, но, имеет относительно невысокое аэродинамическое качество, что увеличивает перегрузку спуска и нагрев аппарата, включая борт.
Проект А закрыли в пользу проекта «Север» облёта Луны на двухместном корабле 7К-Л1 («Зонд») с запуском ракетой УР-500К («Протон»).
Родственный проект высадки на Луне назвали Л3. Для него проектировали связку из двух кораблей: лунного орбитального корабля 7К-ЛОК и посадочного корабля ЛК. Доставка к Луне специально создаваемой ракетой Н-1, проект которой исследовался в ОКБ-1 для полёта человека на Марс. Сложилась схема из трёх отсеков корабля 7К-ЛОК, которая потом повторялась. Двигательная установка корабля питалась перекисью водорода, баки для которой разместили внутри объёма корабля. Электропитание — топливными элементами. После закрытия программ полётов на Луну разработки кораблей использовали для автоматических станций программы «Луноход».
На основе проекта лунного корабля создали 7К-ОК — трёхместный орбитальный корабль для отработки манёвров на околоземной орбите и стыковок с переходом космонавтов из корабля в корабль через открытый космос. Корабль получил солнечные батареи вместо топливных элементов.
Испытания 7К-ОК спешно начали в 1966 году, потому что после прекращения полётов на кораблях «Восход» и уничтожения их задела конструкторы новых кораблей потеряли возможность испытывать технические решения в космосе. Образовался двухгодичный перерыв в пилотируемых запусках в СССР, во время которого США осваивали космос.
Первые три беспилотных пуска кораблей 7К-ОК:
1. 7К-ОК № 2, или Космос-133, 28 ноября 1966 года;
2. 7К-ОК № 1, старт которого 14 декабря 1966 года отложен, но привёл к ложному срабатыванию системы аварийного спасения, взрыву ракеты на стартовом сооружении, один человек погиб[5];
3. 7К-ОК № 3, или Космос-140, 7 февраля 1967 года

оказались полностью либо частично неудачными. Обнаружены ошибки в конструкции корабля.
Однако четвёртый и пятый пуски ни разу удачно не испытанного корабля задуманы пилотируемыми:
1. «Союз-1» — космонавт В. Комаров, 23 апреля 1967 года;
2. «Союз-2А» — космонавты В. Быковский, А. Елисеев и Е. Хрунов.

Полёт корабля «Союз-1» шёл неудачно с самого начала, его решили прекратить, и полёт «Союз-2А» для встречи с ним на орбите отменили. При посадке спускаемый аппарат «Союз-1» врезался в землю из-за отказа парашюта. Космонавт Комаров погиб.
Конструкцию переработали. До возобновления полётов людей выполнено 6 беспилотных пусков. В 1967 году состоялась первая в целом удачная автоматическая стыковка двух кораблей «Космос-186» и «Космос-188».
В 1968 году возобновлены полёты космонавтов — «Союз-3». В 1969 году состоялись первая стыковка двух пилотируемых кораблей и групповой полёт трёх кораблей. В 1970 году — автономный полёт «Союз-9» рекордной длительности 17,8 суток. Первые восемь пилотируемых кораблей вплоть до «Союз-9» — по проекту 7К-ОК.
Готовился к полётам вариант корабля «Союз-Контакт» для отработки систем стыковки кораблей-модулей 7К-ЛОК и ЛК лунного экспедиционного комплекса Л3. В связи с неготовностью программы Л3 для посадки на Луну потребность в полётах «Союза-Контакта» отпала.
В 1969 году начали создавать долговременную орбитальную станцию (ДОС) «Салют». Для доставки её экипажа спроектировали корабль 7КТ-ОК (Т — транспортный) с дополнительными системами связи и, главное, со стыковочным узлом, который позволял перейти из корабля через люк, не выходя в космос в скафандре.
Проектное время полёта нового корабля до 3,2 суток, а в состыкованном с орбитальной станцией состоянии — до 60 суток. После двух беспилотных испытаний первый пилотируемый полёт корабля этого типа, «Союз-10», был неудачным: стыковка со станцией с повреждением стыковочного узла корабля, переход экипажа на станцию невозможен. В следующем полёте корабля «Союз-11» этого типа из-за разгерметизации во время спуска погибли Г. Добровольский, В. Волков и В. Пацаев, так как они были без скафандров.
Снова переделанный проект получил индекс 7К-Т: из-за возросшей массы систем жизнеобеспечения корабль стал двухместным — зато экипаж размещался в скафандрах; корабль лишился солнечных батарей — электропитание ограничивалось аккумуляторами с запасом только на 2 суток перелёта к станции. Проект стал основой советской космонавтики 1970-х годах: 29 экспедиций на станции «Салют» и «Алмаз», на его основе разработан грузовой корабль «Прогресс».
Доработанный проект корабля 7К-ТМ (М — модифицированный) для совместных полётов с американским Apollo по программе ЭПАС, с новым стыковочным узлом АПАС-75 современного вида, симметричный для обеих сторон стыковки. Четыре пилотируемых корабля проекта 7К-Т всё-таки имели различные солнечные батареи: «Союз-13» — 7К-Т-АФ без стыковочного узла, «Союз-16» и «Союз-19» (7К-ТМ), «Союз-22» — запасной корабль ЭПАС 7К-МФ6, использованный без стыковочного узла для одиночного полёта.
С 1968 года ЦКБЭМ модифицировал и производил космические корабли серии 7К-С, который дорабатывался 10 лет и к 1979 году стал кораблём 7К-СТ, или «Союз Т» с солнечными панелями, БЦВМ «Аргон-16», полностью отказались от перекиси водорода для двигателей, корабль снова стал трёхместным. Некоторое время космонавты летали попеременно на кораблях проекта 7К-СТ и устаревших 7К-Т.
Развитие 7К-СТ назвали 7К-СТМ, или «Союз ТМ»: новая двигательная установка, парашютная система, система сближения и прочие улучшения. Первый полёт на «Союз ТМ» — 21 мая 1986 года к станции «Мир», последний «Союз ТМ-34» — в 2002 году к МКС.
Корабли проекта 7К-СТМА «Союз ТМА» (А — антропометрический) доработаны по требованиям NASA для программы МКС. На нём могут летать космонавты, которые не смогли бы поместиться в «Союз ТМ» по росту. Пульт космонавтов заменён на новый, с современной элементной базой, улучшена парашютная система, уменьшена масса теплозащиты. Последний запуск такого корабля «Союз ТМА-22» — 14 ноября 2011 года.
Проект 7К-СТМА-М — «Союз ТМА-М», или «Союз ТМАЦ» (Ц — цифровой). В нём заменили БЦВМ «Аргон-16», разработанную ещё в 1973 году, на ЦВМ-101, которая легче на 68 кг и намного меньше. Бортовую аналоговую систему телеметрии заменили на компактную цифровую систему MBITS, сопрягаемую с бортовой системой МКС. Модернизация расширяет возможности корабля в автономном полёте и при аварийном спуске. Первый запуск такого корабля состоялся с экипажем 7 октября 2010 года — «Союз ТМА-01М».
Не считая «цифровизации», улучшения «Союз ТМА» не велики в сравнении с разрабатывавшимися в конце 1990-х годов модернизациями корабля 1990-х годов — «Союз ТММ» и его упрощение «Союз ТМС», которые, в частности, предполагали перенос их посадочных районов из Казахстана в Россию.
Видимо, последним улучшением проекта до перехода на корабль «Федерация» станет «Союз МС», впервые доставивший экипаж на МКС 7 июля 2016 года. Оплачены заказы на несколько полётов до 2020 года. Усовершенствована система управления движением и навигацией, система электропитания, увеличена площадь и мощность солнечных батарей, новая телевизионная система, система бортовых измерений, система связи и пеленгации.
Разработчиком и изготовителем кораблей семейства «Союз» остаётся ракетно-космическая корпорация «Энергия». Производство на головном предприятии в городе Королёве, испытания и предполётная подготовка — в монтажно-испытательном корпусе (МИК) корпорации на площадке 254 космодрома Байконур.

## Устройство
А бытовой отсек, БО, 2.6×2.2 м, 1300 кг:
1 переходный люк и стыковочный узел;
2 и 4 антенны системы сближения Курс;
3 передающие антенны;
5 телекамера;
6 посадочный люк.
B спускаемый аппарат, СА, 2.1×2.2 м, 2900 кг:
7 парашют;
8 перископ;
9 иллюминатор;
11 тепловая защита.
C приборно-агрегатный отсек, ПАО, 2.7×2.5 м, 2600 кг:
10 и 18 двигатели причаливания и ориентации (ДПО);
12 датчик Земли;
13 датчик Солнца;
14 точка крепления солнечной батареи,
15 датчик температуры;
16 антенны аппаратуры сближения;
17 двигательная установка (ДУ);
19 антенна связи;
20 топливный бак НДМГ;
21 бак с жидким кислородом
Корабли этого семейства состоят из трёх отсеков: приборно-агрегатного отсека (ПАО), спускаемого аппарата (СА), бытового отсека (БО).
В ПАО находится двигательная установка (ДУ), топливо для неё, служебные системы. Длина отсека 2,26 м, основной диаметр 2,15 м, габаритный диаметр 2,72 м. Двигательная установка это 24 двигателя причаливания и ориентации (ДПО) по 12 в коллекторе. Половина двигателей имеют тягу по 13,3 кгс, другая — по 2,7 кгс. Также имеется большой сближающе-корректирующий двигатель (СКД) тягой 300 кгс. СКД предназначен для орбитального маневрирования и схода с орбиты. Питается тетраоксидом диазота и НДМГ.
Корабли 7К-ОК и 7К-Т были оборудованы КТДУ-35 (корректирующе-тормозная двигательная установка) тягой 4 кН и удельным импульсом 282 с. Фактически стояли 2 независимые КТДУ — основная и резервная.
Система энергоснабжения состоит из солнечных батарей и аккумуляторов. До аварии «Союза-11» стояли батареи размахом 9,80 м и площадью 14 м². Система обеспечивала среднюю мощность в 500 Вт. После аварии их убрали ради экономии массы и оставили аккумуляторные батареи на 18 кВт·ч, которых хватало на два дня автономного полёта. Для программы «Союз — Аполлон» использовалась модификация с батареей площадью 8,33 м² с выходной мощностью в 0,8 кВт. Современные «Союзы» оснащены батареями размахом 10 м и площадью 10 м² и средней мощностью около 1 кВт.
В спускаемом аппарате находятся места для космонавтов, системы жизнеобеспечения, управления, парашютная система. Масса отсека 2,8 т, длина 2,16 м, диаметр 2,2 м, объём по внутренним герметичным обводам обитаемого отсека 3,85 м³, свободный объём — 2,5 м³. Под теплозащитным экраном расположены двигатели мягкой посадки, на внешней поверхности — перекисные двигатели управления спуском, управляющие ориентацией СА во время полёта в атмосфере. Это позволяет использовать аэродинамическое качество СА и снизить перегрузки. В СА помимо космонавтов можно вернуть на Землю 100 кг груза («Союз ТМА»). СА покрыт абляционной теплозащитой на основе стеклянных волокон и фенолформальдегидного связующего.
Бытовой отсек имеет массу 1,2—1,3 т, длину 3,44 м, диаметр 2,2 м, объём по внутренним обводам герметичного корпуса 6,6 м³, свободный объём — 4 м³. Он оснащён стыковочным узлом и системой сближения (ранее — «Игла», ныне — система «Курс»). В герметичном объёме БО располагаются грузы для станции, иная полезная нагрузка, ряд систем жизнеобеспечения (в частности туалет). Через посадочный люк на боковой поверхности БО космонавты входят в корабль на стартовой позиции космодрома. БО может быть использован при шлюзовании в открытый космос в скафандрах типа «Орлан» через посадочный люк.

## Модификации
| Название     | Приборно-агрегатный отсек, кг | Спускаемый аппарат, кг | Бытовой отсек, кг | Всего, кг |
| ------------ | ----------------------------- | ---------------------- | ----------------- | --------- |
| «Союз» 7К-ОК | 2650                          | 2810                   | 1110              | 6580      |
| «Союз» 7К-Т  | 2700                          | 2850                   | 1350              | 6800      |
| «Союз» 7К-ТМ | 2654                          | 2802                   | 1224              | 6680      |
| «Союз Т»     | 2750                          | 3000                   | 1100              | 6850      |
| «Союз ТМ»    | 2950                          | 2850                   | 1450              | 7100      |
| «Союз ТМА»   | 2900                          | 2950                   | 1370              | 7170      |
| «Союз ТМА-М» |                               | 2900                   | 1300              | 7220      |
| «Союз МС»    |                               | 2900                   | 1300              | 7200      |

### «Союз»
Первый испытательный беспилотный полёт 28 ноября 1966 года, первый пилотируемый полёт — 23 апреля 1967 года, последний — 1981 год.

### «Союз Т»
Первый полёт — 1979 год, последний — 1986 год. Один беспилотный испытательный полёт на станцию «Салют-6», 3 пилотируемых полёта на станцию Салют-6, 10 полётов на станцию «Салют-7» и один полёт с перелётами между станциями «Салют-7» и «Мир».
Транспортный пилотируемый корабль «Союз Т» отличался от исходного «Союз 7К-СТ» усовершенствованиями спускаемого аппарата: удалось снова увеличить экипаж до трёх человек, но уже в скафандрах. Снова оснащены солнечными батареями. Добавлен Дискретный Контур управления: бортовой цифровой вычислительный комплекс (БЦВК) «Аргон-16», с тремя автономными вычислителями (А, Б, В), с мажоритацией 2 из 3.

### «Союз ТМ»
Первый полёт — 1986 год, последний — 2002 год. Один полёт беспилотный испытательный, 29 полётов на станцию «Мир», 4 полёта на МКС.
Оснащался системой сближения «Курс-А» для автоматизации стыковок со станциями «Мир» и МКС.
Для корабля «Союз ТМ» (ТМ — транспортный модернизированный) была разработана новая КТДУ-80 той же тяги, но имеющая несколько режимов работы — большой и малой тяги и УИ 286—326 с. Резервный двигатель убрали, а ДПО и СКД объединили в одну систему с общими баками наддува. Потребность в резервном двигателе отпала, поскольку с переводом ДПО на двухкомпонентное топливо из объединённой системы появилась возможность схода с орбиты с использованием только ДПО при отказе КТДУ. У базовой модели корабля «Союз» ДПО работали на отдельном топливе (перекиси водорода) и не располагали достаточной мощностью для схода с орбиты без КТДУ. Более того, при энергичном маневрировании топливо ДПО могло быть израсходовано достаточно быстро, что несколько раз (например, в полёте «Союз-3») приводило к срыву программы полёта.
В ПАО также размещены баки с топливом. В самых первых «Союзах» они вмещали 500 кг топлива, у «Союза ТМ» — 880 кг, у ТМА — 900 кг. В ПАО установлены баллоны высокого давления (около 300 атм) с гелием для наддува баков.

### «Союз ТМА»
Первый полёт — 2002 год, последний — 2012 год. 22 полёта, все на МКС.
Транспортный пилотируемый корабль «Союз ТМА» (А — антропометрический) является модификацией корабля «Союз ТМ». Основные доработки корабля «Союз ТМ» связаны с выполнением требований по расширению диапазона антропометрических параметров экипажа до значений, приемлемых для американского контингента астронавтов, и повышению степени защиты экипажа от ударных нагрузок путём снижения посадочных скоростей и усовершенствования амортизации его кресел.
Основные доработки (по компоновке, конструкции и бортовым системам спускаемого аппарата (СА) без увеличения его габаритов):
- Установлены три вновь разработанных удлинённых кресла «Казбек-УМ» с новыми четырёхрежимными амортизаторами, которые обеспечивают регулировку амортизатора в зависимости от массы космонавта.
- Проведена перекомпоновка оборудования в надкресельной и подкресельной зонах СА, позволяющая разместить удлинённые кресла и космонавтов с увеличенной антропометрией и расширить зону прохода через входной люк-лаз. В частности, установлены новый уменьшенный по высоте пульт управления, новый холодильно-сушильный агрегат, система запоминания информации и другие новые или дорабатываемые системы.
- На корпусе СА в зоне подножек правого и левого кресел организованы выштамповки глубиной около 30 мм, которые позволили разместить рослыx космонавтов и их удлинённые кресла. Соответственно изменились силовой набор корпуса и прокладка трубопроводов и кабелей.
- В минимальной степени доработаны элементы корпуса СА, приборной рамы и кронштейны. Кабина экипажа по возможности была «расчищена» от выступающих элементов — их перенесли в более удобные места, переделали блок клапанов системы подачи кислорода в скафандры.
- Проведены доработки комплекса средств приземления:
  - заменены 2 из 6 однорежимных двигателя мягкой посадки (ДМП) на 2 новых трёхрежимных (ДМП-М);
  - для уменьшения погрешностей измерения гамма-высотомер «Кактус-1В» заменён на новый прибор «Кактус-2В».
- Доработаны отдельные системы и агрегаты.
- Разработана система отображения информации «Нептун-МЭ» с двумя цифровыми интегрированными пультами управления.

### «Союз ТМА-М»
Первый полёт — 2010 год, последний — 2016 год. 20 полётов, все на МКС.
Модернизация корабля коснулась, в первую очередь, бортовой цифровой вычислительной машины и системы передачи телеметрической информации. Ранее на космических кораблях «Союз» использовалась аналоговая система передачи телеметрической информации, тогда как на «Союзе ТМА-М» установлена цифровая, отличающаяся большей компактностью, а бортовой компьютер относится к классу ЦВМ-101 — более совершенному, чем машины, стоявшие на предыдущих поколениях «Союзов».
Основные доработки:
- В системе управления движением и навигации (СУДН) корабля новой серии установлено 5 новых приборов общей массой 42 кг вместо 6 приборов общей массой 101 кг. При этом электропотребление СУДН снижено до 105 Вт (вместо 402 Вт);
- В составе модифицированной СУДН используются центральная вычислительная машина (ЦВМ) с устройством сопряжения суммарной массой 26 кг и электропотреблением 80 Вт. Производительность ЦВМ — 8 млн операций в секунду, ёмкость оперативной памяти 2048 Кб[прояснить]. Существенно увеличен ресурс, который составляет 35 тыс. часов. Заложен 50 % запас вычислительных средств;
- В системе бортовых измерений (СБИ) корабля установлено 14 новых приборов общей массой 28 кг вместо 30 приборов общей массой 70 кг при той же информативности. Введён режим обмена информацией с бортовыми вычислительными средствами (БВС);
- Снижено электропотребление СБИ: в режиме непосредственной передачи телеметрической информации — до 85 Вт (вместо 115 Вт), в режиме записи — до 29 Вт (вместо 84 Вт) и в режиме воспроизведения — до 85 Вт (вместо 140 Вт);

Сопутствующие доработки:
Система обеспечения теплового режима (СОТР):
- обеспечено жидкостное термостатирование приборов БВС СУДН путём установки в приборном отсеке (ПО) корабля трёх термоплат;
- доработан контур навесного радиатора СОТР для подключения термоплат термостатирования новых приборов СУДН, расположенных в ПО;
- установлен в контур навесного радиатора СОТР электронасосный агрегат повышенной производительности;
- заменён жидкостно-жидкостный теплообменник с целью улучшения жидкостного термостатирования корабля на стартовом комплексе в связи с введением в состав корабля новых приборов, требующих термостатирования.

Система управления движением и навигации (СУДН):
- доработан блок автоматики двигателей причаливания и ориентации (БА ДПО) с целью обеспечения совместимости с новыми бортовыми вычислительными средствами;
- доработано программное обеспечение вычислительных средств спускаемого аппарата корабля.

Система управления бортовым комплексом (СУБК):
- доработаны блок обработки команд и командная матрица в целях обеспечения заданной логики управления вводимыми приборами СУДН и СБИ;
- заменены автоматы защиты в блоках силовой коммутации для обеспечения электропитания вводимых приборов СУДН и СБИ.

Пульт космонавтов:
- внедрено новое программное обеспечение, учитывающее изменение командной и сигнальной информации при модернизации бортовых систем.

Усовершенствования конструкции корабля и интерфейсов с МКС:
- заменён магниевый сплав приборной рамы ПО на алюминиевый сплав для улучшения технологичности изготовления;
- введены дублированные мультиплексные каналы для обмена информацией между БВС корабля и БВС Российского сегмента МКС.

Результаты доработок:
- заменены 36 устаревших приборов на 19 приборов новой разработки;
- доработаны СУБК и СОТР в части обеспечения управления, электропитания и термостатирования вводимых новых приборов;
- дополнительно усовершенствована конструкция корабля для улучшения технологичности его изготовления;
- уменьшена на 70 кг масса конструкции корабля, что позволит проводить дальнейшее совершенствование его характеристик.

### «Союз МС»
Первый полёт — 2016 год. На конец 2018 года — один пуск аварийный, 10 полётов на МКС. «Союз МС» — последняя модификация «Союза». Корабль будет использоваться для пилотируемых полётов до тех пор, пока на смену ему не придёт корабль нового поколения «Орёл» В январе 2019 руководством Роскосмоса было принято решение поддержать инициативу РКК «Энергия» по созданию Союз МС-ЛВ предназначенного для полётов к Луне.
Обновление затронуло практически каждую систему пилотируемого космического корабля. Этап испытаний модифицированного космического корабля прошёл в 2015 году. Основные пункты программы модернизации космического корабля:
- повышенная энергоотдача солнечных батарей за счёт применения более эффективных фотоэлектрических преобразователей;
- надёжность сближения и стыковки корабля с космической станцией за счёт изменения точек установки двигателей причаливания и ориентации. Новая схема установки этих двигателей позволяет выполнить сближение и стыковку даже в случае отказа одного из двигателей и обеспечить спуск пилотируемого корабля при любых двух отказах двигателей[17][20];
- новая система связи и пеленгации, которая позволяет, помимо улучшения качества радиосвязи, облегчить поиск спускаемого аппарата, приземлившегося в любой точке земного шара;
- новая система сближения и стыковки «Курс-НА»[21];
- цифровая телевизионная радиолиния[21];
- более мощная и лёгкая компьютерная система;
- дополнительная противометеоритная защита[21];
- модернизированная многоразовая система запоминания информации СЗИ-М (бортовой самописец)[22]

На модернизированном «Союз МС» устанавливаются датчики системы ГЛОНАСС. На этапе парашютирования и после посадки спускаемого аппарата его координаты, полученные по данным ГЛОНАСС/GPS, передаются по спутниковой системе «Коспас-Сарсат» в ЦУП.

#### Аварийный пуск
11 октября 2018 года ракета-носитель «Союз-ФГ» с кораблём «Союз МС-10» стартовала с космодрома «Байконур» к МКС. На 119-й секунде полёта при отделении боковых блоков первой ступени от центрального блока произошло столкновение бокового блока первой ступени с центральным блоком второй, что привело к его повреждению. Экипаж совершил экстренную посадку на территории Казахстана. Система аварийного спасения сработала штатно, никто не пострадал.

### «Союз ГВК»
11 мая 2018 года «РИА Новости» со ссылкой на пресс-центр ракетно-космической корпорации «Энергия» сообщили, что в августе 2019 года состоится пуск беспилотной версии корабля «Союз». Для запуска этого корабля будет использоваться ракета «Союз-2.1а» . Корабль сможет находиться в космосе до 370 суток.
Как уточнил генеральный конструктор РКК «Энергия» Евгений Микрин, в первом запуске будет использоваться всё ещё «Союз МС», от обычного серийного корабля этот вариант «Союза МС» отличает модернизированная система управления движением и навигации (СУДН) с соответствующей доработкой отдельных бортовых систем, а также увеличением количества груза ввиду отсутствия необходимости поддерживать жизнь экипажа.
Результаты полётных испытаний модернизированной СУДН могут быть использованы при производстве нового космического транспортного грузовозвращаемого корабля «Союз ГВК», который РКК «Энергия» разрабатывает на базе корабля «Союз». В «Союзе ГВК» будет более глубокая доработка бортовых систем, другой головной обтекатель (без системы аварийного спасения), а также он сохранит приборно-агрегатный отсек и отсек дозаправки от транспортного корабля «Прогресс». 
На орбиту грузовик сможет доставлять 2 тонны грузов, а возвращать на Землю — 500 кг, при этом в отделяемом отсеке корабля можно будет разместить ещё около тонны предназначенного к утилизации груза, который будет сгорать в плотных слоях атмосферы. Для запуска корабля планируется использовать ракету-носитель большей грузоподъёмности — «Союз-2.1б». Создание корабля «Союз ГВК» планировалось завершить в 2022 году.

## Военные проекты
В начале-середине 1960-х годов создание космических кораблей СССР в рамках программ А и Север было подчинено двум задачам: полёт человека на Луну (как с посадкой на лунную поверхность, так и без неё) и выполнение программ Министерства обороны СССР. В частности, в рамках программы Север были спроектированы инспектор космических объектов — 7К-П («Союз-П») «Перехватчик» и его модификация — боевой ударный корабль с ракетным вооружением 7К-ППК («Союз-ППК») «Пилотируемый перехватчик».
В 1962 году спроектирован инспектор космических объектов 7К-П для осмотра и вывода из строя космических аппаратов противника. Этот проект получил поддержку военного руководства, поскольку были известны планы США по созданию военной орбитальной станции Manned Orbiting Laboratory, и маневрирующий космический перехватчик «Союз-П» был бы средством борьбы с такими станциями.
Первоначально предполагалось, что «Союз-П» будет обеспечивать сближение корабля с вражеским космическим объектом и выход космонавтов в открытый космос с целью обследования объекта, после чего, в зависимости от результатов осмотра, космонавты либо выведут объект из строя путём механического воздействия, либо «снимут» его с орбиты, поместив в контейнер корабля. Затем от такого технически сложного проекта отказались, так как существовало опасение, что при таком варианте космонавты могут стать жертвами мин-ловушек.
В дальнейшем конструкторы изменили концепцию применения космического корабля. Предполагалось создать модификацию корабля 7К-ППК («Пилотируемый перехватчик») на двух космонавтов, оснащённый восемью небольшими ракетами. Он должен был сблизиться с космическим аппаратом противника, после чего космонавты, не покидая свой корабль, должны были визуально и с помощью бортовой аппаратуры обследовать объект и принять решение о его уничтожении. Если такое решение принималось, то корабль должен был удалиться на расстояние километра от цели и расстрелять её с помощью бортовых мини-ракет.
Однако от планов создания кораблей-перехватчиков «Союз-П»/«Союз-ППК» впоследствии отказались в связи с отказом американцев в 1969 году от работ по собственному проекту Manned Orbiting Laboratory. На основе проекта 7К-ОК разрабатывался военный корабль «Союз-Р» («Разведчик»), а затем на его основе — «Союз-ВИ» («Военный исследователь»). Проект корабля 7К-ВИ («Союз-ВИ») появился во исполнение Постановления ЦК КПСС и Совета Министров от 24 августа 1965 года, предписывающего ускорить работы по созданию военных орбитальных систем. Конструкторы корабля 7К-ВИ обещали военным создать универсальный боевой корабль, который мог осуществлять визуальную разведку, фоторазведку, совершать манёвры для сближения и уничтожения космических аппаратов врага.
В 1967 году Д. И. Козлов, на тот момент руководитель Куйбышевского филиала ОКБ-1, после неудачных запусков 7К-ОК (гибель космонавта В. М. Комарова, а также аварии и неудачи в программе полётов беспилотных кораблей типа «Союз» и соответственно невозможностью ЦКБЭМ заниматься лунной и военной программами одновременно) полностью перекомпоновал и модифицировал переданный в его КБ первоначальный проект 7К-ВИ. Новая модель космического корабля «Звезда» выгодно отличалась от базового 7К-ОК, была воплощена в металле и подготовлена к испытательным полётам. Проект очередного варианта комплекса «Союз-ВИ» был одобрен, правительство утвердило срок испытательного полёта — конец 1968 года. На спускаемом аппарате находилась авиационная пушка Нудельмана — Рихтера НР-23 — модификация хвостового орудия реактивного бомбардировщика Ту-22, доработанная специально для стрельбы в вакууме. Ещё одним новшеством, применённым на «Звезде», стала энергоустановка на базе радиоизотопного источника энергии.
Данная модификация могла стать основой для дальнейшего развития кораблей «Союз», но руководитель ОКБ-1 (ЦКБЭМ) В. П. Мишин, занявший этот пост после смерти С. П. Королёва, используя весь свой авторитет и государственные связи, добился отмены всех полётов 7К-ВИ и закрыл этот проект, пообещав создать 7К-ВИ/ОИС путём незначительных модификаций устаревшего 7К-ОК. Позднее было принято окончательное решение, что нет смысла создавать сложную и дорогую модификацию уже существующего корабля 7К-ОК, если последний вполне способен справиться со всеми задачами, которые могут поставить перед ним военные. Другим аргументом стало то, что нельзя распылять силы и средства в ситуации, когда Советский Союз может утратить лидерство в лунной гонке. Кроме того, руководители ЦКБЭМ не хотели терять монополию на пилотируемые полёты в космос. В конечном итоге, все проекты военного использования пилотируемого космического корабля в Куйбышевском филиале ОКБ-1 были закрыты в пользу беспилотных систем.
Проект 7К-Р также стал основой для разработки транспортной космической системы 7К-ТК, отвергнутый Челомеем из-за своих низких транспортных возможностей для своей станции «Алмаз» и побудивший его на разработку собственного транспортного корабля — ТКС.
Впрочем, существует и другое мнение, что Челомей изначально проектировал замкнутую систему «Алмаз», запускаемую на УР-500 («Протон») с пилотируемым тяжёлым 20-тонным ТКС («Транспортный корабль снабжения») с 92-й площадки «Байконура».
В конце 1960-х годов началось проектирование серии кораблей 7К-С (7К-С-I и 7К-С-II) изначально для нужд Министерства обороны СССР, в том числе полётов на военную станцию КБ Челомея «Алмаз». 7К-С отличался значительно усовершенствованными системами (цифровая ЭВМ «Аргон-16», новая система управления, объединённая двигательная установка). Затем от военного использования 7К-С отказались (программа испытаний была полностью выполнена, хотя и с большими задержками) в пользу более перспективной серии тяжёлых орбитальных кораблей ТКС («Транспортный корабль снабжения») КБ Челомея, и транспортная модификация военного корабля по программе 7К-С — 7К-СТ под именем «Союз Т» обеспечивала гражданские миссии на орбите.
Транспортная модификация кораблей серии 7К-С — 7К-СТ «Союз Т» летала на станции «Салют-6» и «Салют-7». За счёт усовершенствования спускаемого аппарата удалось снова увеличить экипаж до трёх человек (в скафандрах). Кроме того, в этой модификации были возвращены солнечные батареи.

## Видео
- Как проходит подготовка космического корабля к полёту в космос // РКК «Энергия»
- Космическая одиссея в Восточном море // РКК «Энергия»
- Старт номер сто. «Союз» Титанов. Телестудия Роскосмоса.
- Алина Черноиванова. Сборка космического корабля «Союз». Газета.Ru.
- Как работает космический корабль «Союз»? // Jared Owen + Curiosity Stream
- Как работает запуск и возвращение «Союза»? // Jared Owen + Curiosity Stream